# 球磨郡公立多良木病院
球磨郡公立多良木病院（くまぐんこうりつたらぎびょういん）は、熊本県球磨郡多良木町にある医療機関。多良木町・水上村・湯前町・あさぎり町の3町1村が参加する一部事務組合の球磨郡公立多良木病院企業団（旧球磨郡公立多良木病院組合）が運営する病院である。球磨圏域唯一の自治体病院である。熊本県に3カ所あるへき地医療拠点病院の一つであり、熊本県へき地医療支援機構の事務局が置かれている。

## 沿革
- 1879年 - 人吉公立病院多良木分院として開設。
- 1896年 - 多良木第2病院となる。
- 1923年 - 多良木他9ヶ村立病院となる。
- 1941年3月6日 - 球磨郡公立多良木病院と改称。
- 1941年4月 - 球磨郡公立多良木病院組合設立。
- 1984年10月 - 現在地に移転新築。
- 2003年4月 - へき地医療拠点病院の指定を受ける。
- 2004年3月 - 臨床研修病院の指定を受ける。
- 2004年12月20日 - 日本医療機能評価機構の認定を受ける。
- 2010年4月1日 - 地方公営企業法全部適用。一部事務組合の名称を「球磨郡公立多良木病院企業団」に変更。

## 診療科
- 内科
- 呼吸器科
- 循環器科
- 外科
- 肝炎外来
- 消化器科
- 整形外科
- 脳神経外科
- 小児科
- 産婦人科
- 泌尿器科
- 人工透析
- 皮膚科
- 耳鼻咽喉科（休診）
- 眼科
- 歯科
- 心臓血管外科
- リハビリテーション科

## 医療機関の指定等
- 保険医療機関
- 救急告示医療機関
- 労災保険指定医療機関
- 指定自立支援医療機関（更生医療・精神通院医療）
- 身体障害者福祉法指定医の配置されている医療機関
- 生活保護法指定医療機関
- 結核指定医医療機関
- 指定養育医療機関
- 戦傷病者特別援護法指定医療機関
- 原子爆弾被爆者医療指定医療機関
- 母体保護法指定医の配置されている医療機関
- へき地医療拠点病院
- 臨床研修指定病院（協力型）
- DPC対象病院

## 交通アクセス
- くま川鉄道湯前線公立病院前駅下車、徒歩約5分。
- 人吉産交より産交バス湯前線・古屋敷線・市房登山口線（西村経由または木上経由）で約44分、公立多良木病院前（バス停が病院敷地内にある）下車。
- 九州自動車道人吉ICより約22km。
- 国道219号沿い。